# Black Crypt
Black Crypt ist ein Computer-Rollenspiel des Unternehmens Raven Software, das 1992 für den Commodore Amiga herauskam. Es hatte für damalige Verhältnisse eine hervorragende Grafik und entsprach in der Grafikdarstellung in etwa dem 3D-Klassiker Dungeon Master. Besonders hervorzuheben ist der von Anfang an extrem hohe Schwierigkeitsgrad, die intelligenten Monster, knifflige Rätsel sowie die düstere Atmosphäre des Spiels.

## Handlung
Im Spiel geht es darum mit vier Helden in die schwarze Gruft eines Magiers zu steigen und dort die Wiedergeburt dieses Bösewichts zu vereiteln – bzw. ihn erneut zu bezwingen wie es schon dereinst von anderen Helden erkämpft wurde.

## Entwicklung
Es wurde bis 1998 an einem OpenGL-PC-Port gearbeitet, eine Demo (mit einem Abriss der Entwicklungsgeschichte) wurde veröffentlicht.